# Metaheronallenia
Metaheronallenia es un género de foraminífero bentónico considerado un sinónimo posterior de Heronallenia de la familia Heronalleniidae, de la superfamilia Glabratelloidea, del suborden Rotaliina y del orden Rotaliida. Su especie tipo era Metaheronallenia rugosiformis. Su rango cronoestratigráfico abarcaba el Holoceno.

## Clasificación
Metaheronallenia incluía a la siguiente especie:
- Metaheronallenia rugosiformis

Otras especies consideradas en Metaheronallenia son:
- Metaheronallenia albemariensis, de posición genérica incierta
- Metaheronallenia incompleta, de posición genérica incierta
- Metaheronallenia nodulosiformis, de posición genérica incierta